# Calconiscellus aegaeus
Calconiscellus aegaeus är en kräftdjursart som beskrevs av Helmut Schmalfuss 1972. Calconiscellus aegaeus ingår i släktet Calconiscellus och familjen Trichoniscidae. Inga underarter finns listade i Catalogue of Life.